# Stazione di Nishiarai
La stazione di Nishiarai (西新井駅?, Nishiarai-eki) è una stazione ferroviaria situata nel quartiere di Adachi, a Tokyo, in Giappone, ed è servita dalla linea Sky Tree e dalla linea Daishi
delle Ferrovie Tōbu.

## Linee
Ferrovie Tōbu
● Linea Tōbu Isesaki (Linea Tōbu Sky Tree)
● Linea Tōbu Daishi

## Struttura
La stazione, è dotata di tre marciapiedi a isola con sei binari passanti in superficie.
| 1-2 | ● Linea Daishi   | per Daishi-mae                                                                                 |
| 3   | ● Linea Sky Tree | Espressi per Shin-Koshigaya, Tōbu Dōbutsukōen, Kuki e Tōbu Nikkō                               |
| 4   | ● Linea Sky Tree | Locali per Takenotsuka, Kita-Koshigaya, Kita-Kasukabe e Tōbu Dōbutsukōen                       |
| 5   | ● Linea Sky Tree | Locali per Umejima, Kita-Senju, Tōkyō Sky Tree e Asakusa via linea Hibiya per Naka-Meguro      |
| 6   | ● Linea Sky Tree | Espressi per Kita-Senju, Tōkyō Sky Tree e Asakusa via linea Hanzōmon per Shibuya e Chūō-Rinkan |

## Stazioni adiacenti
| «                  | Servizio               | »                  |
| Linea Tōbu Isesaki | Linea Tōbu Isesaki     | Linea Tōbu Isesaki |
| ------------------ | ---------------------- | ------------------ |
| Umejima            | Locale                 | Takenotsuka        |
| Kita-Senju         | Semiespresso sezionale | Sōka               |
| Kita-Senju         | Espresso sezionale     | Sōka               |
| Kita-Senju         | Espresso               | Sōka               |
| Kita-Senju         | Semiespresso           | Sōka               |
| Transito           | Rapido                 | Transito           |
| Transito           | Rapido sezionale       | Transito           |
| Linea Tōbu Daishi  |                        |                    |
| Capolinea          | Locale                 | Daishi-mae         |